# Onthophagus fallax
Onthophagus fallax là một loài bọ cánh cứng trong họ Bọ hung (Scarabaeidae).